# Jota (letter)
De Jota (hoofdletter Ι, onderkast ι, Oudgrieks: ἰῶτα, Nieuwgrieks: ιώτα) is de 9e letter van het Griekse alfabet. ι´ is het Griekse cijfer voor 10, ,ι voor 10.000.
De uitdrukking 'Ik snap er geen jota van' betekent 'ik snap er niets van'. De jota is namelijk niet zomaar een letter, het is de kleinste letter. Daardoor wordt benadrukt dat men zelfs de kleinste letter niet snapt.
De jota wordt uitgesproken als /ɪ/, zoals in ingang of als een /j/.
Soms wordt de jota ook onder een lange klinker geschreven, voor meer informatie daarover, zie iota subscriptum.